# Exoprosopa dodrina
Exoprosopa dodrina är en tvåvingeart som beskrevs av Charles Howard Curran 1930. Exoprosopa dodrina ingår i släktet Exoprosopa och familjen svävflugor. Inga underarter finns listade i Catalogue of Life.